# Liste des membres du Bureau des Ambassadeurs
Le Bureau des Ambassadeurs siegea à Moscou de 1549 à 1720. Il eut pour mission : les relations de la Russie avec les États étrangers, le rachat et l'échange des prisonniers, il géra un certain nombre de domaines dans le sud-est et certaines catégories de personnel de service. Le Bureau des Ambassadeurs fut créé en 1549.

## Liste des membres du Bureau des Ambassadeurs

### Sous le règne d'Ivan IV de Russie
- Ivan Mikhaïlovitch Viskovatov : 1549 à 1570.

### Sous le règne deIvan IV de Russie,Fiodor Ier,Boris Godounov
- Andreï Iakovlevitch Chtchelkalov : 1570 à 1594.

### Sous le règne deBoris Godounov
- : 1594 à 1601.

### Sous le règne deBoris Godounov,Fiodor II,Faux Dimitri
- Afanasi Ivanovitch Vlasev :1601 à 1605.

### Sous le règne duFaux Dimitri
- Ivan Tarasievitch Gramotine : 1605 à 1606.

### Sous le règne deVassili IV Chouiski
- Piotr Tretiakov : 1608 à 1610.

### Sous le règne deFaux Dimitri
- Ivan Tarasievitch Gramotine : 1610 à 1612.

### Sous le règne deMichel Ier de Russie
- Piotr Tretiakov : 1612 à 1618.
- Ivan Tarasievitch Gramotine : 1618 à 1635.

### Sous le règne deMichel Ier de RussieetAlexis Ier de Russie
- Almaz Ivanov : 1652 à 1667.

### Sous le règne d'Alexis Ier de Russie
- Afanasi Lavrentevitch Ordin-Nachtchokine : 1667 à 1671.

### Sous le règne d'Alexis Ier de Russieet deFiodor III
- Artamon Sergueïevitch Matveev : 1671 à 1676.

### Sous le règne deFiodor IIIetPierre Ier de Russie
- Larion Ivanovitch Ivanov : 1676 à 1682.

### Sous le règne dePierre Ier de Russie
- Vassili Vasilievitch Golitsyne : 1682 à 1689.
- Iemelian Ignatievitch Oukraintsev : 1869-1697.
- Lev Kirillovitch Narychkine : 1697 à 1699.
- Fiodor Alekseïevitch Golovine : 1699 à 1706.
- Piotr Pavlovitch Chafirov : 1706 à 1708.

### Sous le règne dePierre Ier de Russie,Catherine Ire de Russie,Pierre II de Russie,Anne Ire de Russie
- Gavriil Ivanovitch Golovkine : 1708 à 1717.